# Torres Renoir
Las Renoir Towers (conocidas como Renoir Residences Height) son dos edificios residenciales de similar diseño y diferente altura, ubicados en el barrio de Puerto Madero, en Buenos Aires, Argentina. Está compuesto por dos torres. La Torre Renoir 1 fue construida en 2008 y tiene 136 metros de altur y 41 pisos. La Torre Renoir 2, de 175 metros, 51 pisos y terminada en 2012, es el tercer edificio más alto de todo Argentina.

## The Renoir Tower
Se trata de un proyecto del estudio de arquitectura Robirosa-Beccar Varela-Pasinato para la compañía constructora DyPSA, que también se hizo cargo de las obras de construcción. Los trabajos para la primera torre, de menor altura, comenzaron en 2005 y se desarrollaron hasta 2008, cuando comenzó la entrega de los departamentos a sus destinatarios. La construcción de la segunda torre comenzó en el año 2007, y en agosto de 2009, fueron inaugurados los instalaciones del complejo, que están compuestos por una piscina, jacuzzi y un salón de usos múltiples con capacidad para 400 personas.
La Torre Renoir 2 es de los rascacielos más altos de la Argentina, con 175 metros de altura, solo superado por el Alvear Tower de 235 metros y la Torre Cavia de 173 metros. Es también el 28° edificio más alto de América del Sur. La construcción de dicha torre comenzó en el año 2007, alcanzando su altura final en 2012.
Según DyPSA, el rascacielos fue finalizado a mediados de 2014. Cuenta con unidades que van de los 160 m² a los 229 m², con la posibilidad de integrar pisos completos de más de 550 m² y dúplex en los pisos superiores de entre 200 y 270 m². Los servicios de Renoir incluyen guardería de niños, un micro-cine, cocheras de cortesía para visitantes, sector de lavado y mecánica ligera, y una sala para chóferes.